# Eustroma dureri
Eustroma dureri là một loài bướm đêm trong họ Geometridae.